# Diecéze lwenská
Diecéze Lwena je římskokatolická diecéze, nacházející se v Angole.

## Území
Diecéze zahrnuje angolskou provincii Moxico.
Biskupským sídlem je město Luena, kde se také nachází hlavní chrám diecéze, Katedrála Naší Paní Nanebevzaté.
Rozděluje se do 13 farností. K roku 2004 58 900 věřících, 2 diecézní kněží, 7 řeholních kněží, 7 řeholníků a 18 řeholnic.

## Historie
Dne 1. července 1963 byla bulou Venerabilis Frater papeže Pavla VI. zřízena diecéze Luso, části území diecéze Silva Porto. Původně byla sufragánnou arcidiecéze Luanda.
Dne 3. března 1977 vstoupila do církevní provincie arcidiecéze Huambo.
Dne 16. května 1979 získala své dnešní jméno.
Dne 12. dubna 2011 vstoupila do církevní provincie arcidiecéze Saurimo.

## Seznam biskupů
- Francisco Esteves Dias, O.S.B. (1963–1976)
- José Próspero da Ascensão Puaty (1977–2000)
- Gabriel Mbilingi, C.S.Sp. (2000–2006)
- Jesús Tirso Blanco, S.D.B. (2007–2022)
- Martín Lasarte Topolansky, S.D.B. (od 2023)